# Micky Hoogendijk
Mirjam (Micky) Hoogendijk (Amsterdam, 8 juli 1970) is een Nederlandse kunstenares, kunstfotografe, actrice en presentatrice.

## Biografie
Hoogendijk werd opgevoed door haar moeder. Haar stiefvader, kunstschilder Roelof Frankot, overleed toen ze veertien jaar was. Ze voltooide de havo op de Vrije School in Amsterdam.

### Huwelijken
In 1991 leerde Hoogendijk kunstenaar Rob Scholte kennen. De relatie leidde in 1994 tot een huwelijk. Hoogendijk werd directeur van de Rob Scholte BV en begeleidde de prestigieuze opdracht voor een wand- en plafondschildering van twaalfhonderd vierkante meter in Huis ten Bosch in Japan. Een half jaar na hun huwelijk werd er een aanslag gepleegd op Scholte en Hoogendijk. Hun auto ontplofte, terwijl zij door de Amsterdamse Jordaan reden. Scholte verloor zijn benen en Hoogendijk kreeg een miskraam.
Na de aanslag verhuisden Hoogendijk en Scholte naar Tenerife. In 1997 werd de relatie beëindigd en kwam Hoogendijk terug naar Amsterdam. Zij richtte Micky Hoogendijk Productions op en begon als creatief directeur van de Supperclub.
Vanaf april 2009 had zij een relatie met Adam Curry. Van 2012 tot 2015 waren Hoogendijk en Curry getrouwd. Begin 2015 gingen ze uit elkaar.

## Acteren
Van 2000 tot 2002 speelde Hoogendijk in Goede tijden, slechte tijden de rol van Cleo de Wolf, een gewetenloze, manipulatieve vrouw. Na twee jaar in deze serie te hebben geacteerd, vertrok zij naar Los Angeles naar eigen zeggen om lessen method acting te volgen. Gedurende haar tijd in Los Angeles kreeg Hoogendijk onder andere een kleine bijrol in de film Raising Helen. In november 2004 werd het lichaam van Hoogendijk gebruikt voor de creatie van het personage Luger in de videogame Killzone. De stem van dit personage werd ingesproken door actrice Taylor Lawrence.
Hoogendijk was als actrice te zien in onder andere Spangen, Blauw blauw, Grijpstra en de Gier, Koefnoen en Parels & Zwijnen. In 2006 richtte zij de filmproductiemaatschappij Dramatic Beat op en ontwikkelde zij een videosite voor jonge filmmakers. In 2008 kreeg zij de Best Actress in a Feature Film Award, toegekend door het New York International Independent Film and Video Festival voor haar rol in de Nederlandse film Blindspot.

## Kunst
Hoogendijk stortte zich vanaf 2009 op een loopbaan als fotograaf en kunstenaar. Haar foto's hebben religieuze en mythische thema's en zijn te zien geweest op exposities in binnen- en buitenland. In 2017 had ze een eerste overzichtstentoonstelling 'Through The Eyes Of Others’ in Museum Jan van der Togt in Amstelveen en kwam haar eerste gelijknamige fotoboek uit. In hetzelfde jaar volgde nog een tentoonstelling in Museum Jan Cunen te Oss en een in het CEART Museum in Tijuana, Mexico.
In 2020, tijdens de coronacrisis, begon Hoogendijk met het maken van bronzen sculpturen die gaan over verbinding. Haar bronzen beelden zijn op verschillende plaatsen tentoongesteld, onder meer op de BRAFA en de PAN Amsterdam. Haar fotografie was te zien op de KunstRAI, REALISME, Haute Photographie en Rotterdam Contemporary Art Fair.
In juni 2022 publiceerde Waanders Uitgeverij Kracht Kwetsbaarheid, Micky Hoogendijk, fotografie en sculpturen, geschreven door Karin van Lieverloo.